# Pároco
Pároco é o presbítero da Igreja Católica responsável por administrar uma Paróquia.
Do latim parŏchus, e este do gr. πάροχος, que deriva do verbo παρέχω (paréco, "eu forneço"), e se referia, na esfera civil, à pessoa que, em nome do Estado, fornecia alimentação e alojamento a funcionários públicos viajantes. Mais tarde, ficou conhecido por este nome quem deu a noiva o ritual de casamento ou himeneu.